# Łowicz Nowe Miasto
Łowicz Nowe Miasto – dawne miasto położone w obrębie współczesnego miasta Łowicz, uzyskało lokację miejską w  1405 roku, zdegradowane przed 1600 rokiem.